# Crossroad (テレビ番組)
『NEC presents Crossroad』（エヌ・イー・シー・プレゼンツ・クロスロード）は、2013年10月5日から2017年3月25日までテレビ東京系列局で放送されていたテレビ東京製作のドキュメンタリー番組である。全173回。放送時間は毎週土曜 22:30 - 23:00 （日本標準時）。

## 概要
毎回何かに挑戦し続ける特定の人物1人に密着取材し、そこから常に新しい切り口やアイデアなどを追い求める人間の姿を描く。
長らくNECの一社提供で放送されていたが、2016年10月1日放送分をもって複数社提供へ移行した（番組名に変更無し）。
番組は2017年3月25日放送分をもって終了した。

## ナレーター
- 原田泰造（ネプチューン）
  - 2014年1月4日放送分（第14回）では小島秀公が、同年7月5日放送分（第38回）と9月27日放送分（第50回）では逸見友惠が代行した。いずれも当日は、原田がネプチューンのメンバーとともに裏番組である『芸能界特技王決定戦 TEPPEN』（フジテレビ）の司会を務めたためである。この特番は2015年度に『金曜プレミアム』での放送へ移行したため、以後は本番組も原田の代理ナレーターを用意することはなくなった。

## 放送内容

### 2013年
| 回 | 放送日   | 取り上げた人物                         | 備考          |
| -- | -------- | -------------------------------------- | ------------- |
| 1  | 10月5日  | 向山恵理子（ニャティティ演奏家）       |               |
| 2  | 10月12日 | リオネル・ベカ（シェフ）               |               |
| 3  | 10月19日 | 蛯名健一（ダンスパフォーマー）         |               |
| 4  | 10月26日 | 春風亭一之輔（落語家）                 |               |
| 5  | 11月2日  | 石丸幹二（俳優）                       |               |
| 6  | 11月9日  | 山口スティーブ（旅行会社経営者）       |               |
| 7  | 11月16日 | 木原俊壱（脳神経外科医）               |               |
| 8  | 11月23日 | 井上康生（柔道全日本男子監督）         |               |
| 9  | 11月30日 | 大岡弘武（ワイン醸造家）               |               |
| 10 | 12月7日  | 増田セバスチャン（アートディレクター） |               |
| 11 | 12月14日 | 宮尾俊太郎（バレエダンサー）           |               |
| 12 | 12月21日 | 小山進（パティシエ）                   |               |
| 13 | 12月28日 | 成澤由浩（シェフ）                     | 23:28から放送 |

### 2014年
| 回 | 放送日   | 取り上げた人物                             | 備考                                          |
| -- | -------- | ------------------------------------------ | --------------------------------------------- |
| 14 | 1月4日   | 遠藤（力士）                               | [ 注釈 2 ]                                    |
| 15 | 1月11日  | 樫本大進（ヴァイオリニスト）               |                                               |
| 16 | 1月18日  | サヘル・ローズ（タレント）                 |                                               |
| 17 | 1月25日  | 挟土秀平（左官職人）                       |                                               |
| 18 | 2月1日   | 曲山紫乃（水球選手）                       | [ 注釈 3 ]                                    |
| 19 | 2月8日   | 立花陽三（楽天野球団社長）                 |                                               |
| 20 | 2月15日  | 伊地知雅（シェフ）                         |                                               |
| 21 | 3月1日   | 肥土伊知郎（ウイスキーメーカー）           |                                               |
| 22 | 3月8日   | 大塚紀子（鷹匠）                           |                                               |
| 23 | 3月15日  | 川口能活（プロサッカー選手）               |                                               |
| 24 | 3月22日  | 矢野顕子（ミュージシャン）                 |                                               |
| 25 | 3月29日  | 中洞正（酪農家）                           | 22:45から放送                                 |
| 26 | 4月5日   | 相羽高徳（空間プロデューサー）             | 22:45から放送                                 |
| 27 | 4月12日  | 佐々木敦規（演出家）                       | 23:00から放送                                 |
| 28 | 4月19日  | 藤田俊哉（元サッカー日本代表）             |                                               |
| 29 | 4月26日  | 松平健太（卓球日本代表）                   |                                               |
| 30 | 5月10日  | 高橋和真（パッケージクラフト作家）         | 5月3日の放送を予定していたが、1週順延して放送 |
| 31 | 5月17日  | 小林優香（自転車競技女子日本代表）         |                                               |
| 32 | 5月24日  | 田上佑輔（医師）                           | 23:00から放送                                 |
| 33 | 5月31日  | 秋元才加（女優）                           |                                               |
| 34 | 6月7日   | 富田治（ラーメン店主）                     |                                               |
| 35 | 6月14日  | 中西麻耶（走り幅跳びパラリンピック代表）   |                                               |
| 36 | 6月21日  | ハリー・スウィーニィ（牧場オーナー）       |                                               |
| 37 | 6月28日  | 別所哲也（俳優）                           |                                               |
| 38 | 7月5日   | 栄太朗（女形芸者）                         | [ 注釈 4 ]                                    |
| 39 | 7月12日  | 国枝慎吾（車いすテニスプレーヤー）         |                                               |
| 40 | 7月19日  | 大友啓史（映画監督）                       |                                               |
| 41 | 7月26日  | 日比野克彦（現代美術家）                   |                                               |
| 42 | 8月2日   | 依田満、依田百合子（万華鏡作家）           |                                               |
| 43 | 8月9日   | 鈴木弘子（プロアメフト選手）               |                                               |
| 44 | 8月16日  | 五味弘文（お化け屋敷プロデューサー）       |                                               |
| 45 | 8月23日  | 長谷川大樹（卸魚屋）                       |                                               |
| 46 | 8月30日  | 寺島しのぶ（女優）                         |                                               |
| 47 | 9月6日   | 小林圭（シェフ）                           |                                               |
| 48 | 9月13日  | 大城和恵（国際山岳医）                     |                                               |
| 49 | 9月20日  | 神田沙也加（女優・歌手）                   |                                               |
| 50 | 9月27日  | 土田康彦（ヴェネチアングラスアーティスト） |                                               |
| 51 | 10月4日  | 山口源兵衛（帯匠）                         | [ 注釈 4 ]                                    |
| 52 | 10月11日 | 錦織圭（プロテニスプレーヤー）             |                                               |
| 53 | 10月18日 | 吉武正博（鮨職人）                         |                                               |
| 54 | 10月25日 | 大貫勇輔（ダンサー・俳優）                 |                                               |
| 55 | 11月1日  | 東信（フラワーアーティスト）               |                                               |
| 56 | 11月8日  | マキタスポーツ（俳優・ミュージシャン）     |                                               |
| 57 | 11月15日 | 川田修（農園主）                           |                                               |
| 58 | 11月22日 | 加納ひろみ（着ぐるみ製作者）               |                                               |
| 59 | 11月29日 | 武田昌大（コメ農家）                       |                                               |
| 60 | 12月6日  | あいはらひろゆき（絵本作家）               |                                               |
| 61 | 12月13日 | 吉田山田（アーティスト）                   |                                               |
| 62 | 12月20日 | 森田一頼（パティシエ）                     |                                               |
| 63 | 12月27日 | 小阪芳史（氷の彫刻家）                     | 23:28から放送                                 |

### 2015年
| 回  | 放送日   | 取り上げた人物                         | 備考                   |
| --- | -------- | -------------------------------------- | ---------------------- |
| 64  | 1月3日   | 平尾成志（盆栽師）                     | 22:45から放送          |
| 65  | 1月10日  | 河野孝彦（百貨店マネージャー）         |                        |
| 66  | 1月17日  | 有馬みゆき（女将）                     |                        |
| 67  | 1月24日  | 佐藤涼子（ボイストレーナー）           |                        |
| 68  | 1月31日  | 長谷川聡子（杜氏）                     |                        |
| 69  | 2月7日   | 山嵜継敬（心臓専門医）                 |                        |
| 70  | 2月21日  | 佐々木薫（ごみ屋敷清掃会社経営）       |                        |
| 71  | 2月28日  | 塩田眞（獣医師）                       |                        |
| 72  | 3月7日   | 楠田裕彦（シェフ）                     | 23:25から放送          |
| 73  | 3月14日  | 小平秀一（地震学者）                   |                        |
| 74  | 3月21日  | 及川正通（イラストレーター）           |                        |
| 75  | 3月28日  | 谷原秋光（木工家）                     |                        |
| 76  | 4月4日   | 吉永陽一（鉄道写真家）                 |                        |
| 77  | 4月11日  | 石橋凌（俳優）                         |                        |
| 78  | 4月18日  | 赤井勝（フラワーアーティスト）         |                        |
| 79  | 4月25日  | 平野美宇、伊藤美誠（卓球選手）         |                        |
| 80  | 5月2日   | 杉窪章匡（パン職人）                   | 22:20から放送          |
| 81  | 5月9日   | 田村はつゑ（食堂女将）                 |                        |
| 82  | 5月16日  | 友光雅臣（僧侶）                       |                        |
| 83  | 5月23日  | さだまさし（ミュージシャン）           |                        |
| 84  | 5月30日  | 戸澤宗充（尼僧）                       |                        |
| 85  | 6月6日   | 夏木マリ（歌手・女優）                 |                        |
| 86  | 6月13日  | カール・ベンクス（建築デザイナー）     |                        |
| 87  | 6月27日  | ヒロミ（タレント）                     | 22:00から放送の1時間SP |
| 88  | 7月4日   | 久保宗一（建築家）                     |                        |
| 89  | 7月11日  | 七代目市川染五郎（歌舞伎役者）         |                        |
| 90  | 7月18日  | 高橋克実（俳優）                       |                        |
| 91  | 7月25日  | 増田明美（スポーツジャーナリスト）     |                        |
| 92  | 8月1日   | 萩春朋（フレンチシェフ）               |                        |
| 93  | 8月8日   | 西尾鉄也（アニメーター）               |                        |
| 94  | 8月15日  | 米村昌泰（オーナーシェフ）             |                        |
| 95  | 8月22日  | 大谷秀政（カフェ経営者）               |                        |
| 96  | 8月29日  | 青木良太（陶芸家）                     |                        |
| 97  | 9月5日   | 田中哲司（俳優）                       |                        |
| 98  | 9月12日  | 西亜里沙（和太鼓奏者）                 |                        |
| 99  | 9月19日  | 柄本時生（俳優）                       |                        |
| 100 | 9月26日  | 井田恭太郎（JAXAフライトディレクタ）   |                        |
| 101 | 10月3日  | 木場克己（プロトレーナー）             |                        |
| 102 | 10月10日 | 宮崎千尋（ラーメン店主）               |                        |
| 103 | 10月17日 | 濱田岳（俳優）                         |                        |
| 104 | 10月24日 | 嵯峨完（居酒屋経営者）                 |                        |
| 105 | 10月31日 | 武部貴則（再生医療研究者）             |                        |
| 106 | 11月7日  | 藤井慎介（木工作家）                   |                        |
| 107 | 11月14日 | 山田敏夫（アパレルブランド経営者）     |                        |
| 108 | 11月21日 | 森田隼人（焼肉店主）                   |                        |
| 109 | 11月28日 | 神山永治（蕎麦屋店主）                 | 23:00から放送          |
| 110 | 12月5日  | TAKAYA（フラワーアーティスト）         |                        |
| 111 | 12月12日 | 河合行雄（ミニチュアドールハウス作家） |                        |
| 112 | 12月19日 | 鎌田保義（おでん職人）                 |                        |
| 113 | 12月26日 | 上原淳（救急医）                       | 23:00から放送          |

### 2016年
| 回  | 放送日   | 取り上げた人物                                                           | 備考                        |
| --- | -------- | ------------------------------------------------------------------------ | --------------------------- |
| 114 | 1月9日   | 菅野敬一（町工場経営者）                                                 |                             |
| 115 | 1月16日  | 廣岡政幸（フリースクール校長）                                           |                             |
| 116 | 1月23日  | 連勇太朗（建築家）                                                       |                             |
| 117 | 1月30日  | はしもとみお（彫刻家）                                                   |                             |
| 118 | 2月6日   | 山城昌泉（養鶏家）                                                       |                             |
| 119 | 2月20日  | 浦沢直樹（漫画家）                                                       | 22:00から放送の1時間SP      |
| 120 | 2月27日  | レスリー・キー（フォトグラファー）                                       |                             |
| 121 | 3月5日   | 大平智生（バッグデザイナー）                                             | 23:30から放送               |
| 122 | 3月12日  | 千葉尊（靴磨き職人）                                                     |                             |
| 123 | 3月19日  | 廣中邦充（住職）                                                         |                             |
| 124 | 3月26日  | 横山健（ミュージシャン）                                                 |                             |
| 125 | 4月2日   | 石井誠（オーナーシェフ）                                                 |                             |
| 126 | 4月9日   | 稲葉基大、浅野理生（和菓子職人）                                         |                             |
| 127 | 4月16日  | 北村あゆみ（アニマルコーディネーター）                                   |                             |
| 128 | 4月23日  | 坂本邦雄（とんかつ料理人）                                               |                             |
| 129 | 4月30日  | コロッケ（ものまね芸人）                                                 |                             |
| 130 | 5月7日   | 小林せかい（食堂店主）                                                   |                             |
| 131 | 5月14日  | 横倉靖幸（シミ抜き職人）                                                 |                             |
| 132 | 5月21日  | 荻野敏夫（パン職人）                                                     |                             |
| 133 | 5月28日  | 中島英樹（鮮魚バイヤー）                                                 |                             |
| 134 | 6月4日   | 鳥越淳司（豆腐メーカー社長）                                             |                             |
| 135 | 6月11日  | 浅野貴浩（船頭）                                                         |                             |
| 136 | 6月18日  | 矢作尚久（医師）                                                         |                             |
| 137 | 7月2日   | 江部恵一（うなぎ料理達人） 柳田良子（うに丼達人） 森田浩二（かき氷達人） | 22:00から放送の1時間SP      |
| 138 | 7月9日   | 茶圓勝彦（砂像彫刻家）                                                   |                             |
| 139 | 7月16日  | 武田鉄矢（歌手・俳優）                                                   |                             |
| 140 | 7月23日  | 月山貞伸（刀鍛冶）                                                       |                             |
| 141 | 7月30日  | 坂東幸輔（建築家）                                                       |                             |
| 142 | 8月6日   | コシノジュンコ（デザイナー）                                             |                             |
| 143 | 8月13日  | 小室哲哉（音楽家・プロデューサー）                                       |                             |
| 144 | 8月20日  | 笠原健徳、笠原忠清（煎餅職人）                                           |                             |
| 145 | 8月27日  | 天宮一大（教師）                                                         |                             |
| 146 | 9月3日   | 小林伸彦（足立美術館庭園部長）                                           |                             |
| 147 | 9月10日  | 寺尾玄（「バルミューダ」社長）                                           |                             |
| 148 | 9月17日  | 沓澤敬（料理人）                                                         |                             |
| 149 | 9月24日  | 竹原ピストル（歌手）                                                     | この回までNECの一社提供番組 |
| 150 | 10月1日  | 本村友一（「救命救急センター」医師）                                     | この回から複数社提供番組    |
| 151 | 10月8日  | 大辻雄介（「隠岐國教育センター」副長）                                   |                             |
| 152 | 10月15日 | 宮崎富夫（鶴巻温泉「元湯陣屋」代表）                                     |                             |
| 153 | 10月22日 | 古田貴之（千葉工業大学）                                                 |                             |
| 154 | 10月29日 | 高橋博之（「東北食べる通信」編集長）                                     |                             |
| 155 | 11月5日  | 米倉宏（船頭）                                                           |                             |
| 156 | 11月12日 | 山下春幸（新和食料理人）                                                 |                             |
| 157 | 11月19日 | 長沼真太郎（「BAKE」代表取締役ECO）                                      |                             |
| 158 | 11月26日 | 城慶典（醤油職人）                                                       | 22:45から放送               |
| 159 | 12月3日  | 松田慎之介（ソバ職人）                                                   |                             |
| 160 | 12月10日 | 角田千佳（「ユニタイムズ代表取締役）                                     |                             |
| 161 | 12月17日 | 村松亮太郎（アーティスト）                                               |                             |

### 2017年
| 回  | 放送日  | 取り上げた人物                          |
| --- | ------- | --------------------------------------- |
| 162 | 1月7日  | 金子真也（天丼職人）                    |
| 163 | 1月14日 | 山内三郎（「アースアイズ」代表取締役）  |
| 164 | 1月21日 | 坂井孝行（芋屋「TATA」店主）            |
| 165 | 1月28日 | 北原淳（サイエンスクリエイター）        |
| 166 | 2月4日  | 上田勝彦（魚の伝道師）                  |
| 167 | 2月11日 | 左今克憲（青果店経営者）                |
| 168 | 2月18日 | 谷井康人（みかん農家）                  |
| 169 | 2月25日 | 内藤善夫（「バイオバランス」社長）      |
| 170 | 3月4日  | 暦本純一（東京大学大学院 情報学環教授） |
| 171 | 3月11日 | 合原一幸（東京大学教授）                |
| 172 | 3月18日 | 中村浩介（農学博士）                    |
| 173 | 3月25日 | 石黒浩（大阪大学教授）                  |

## スタッフ
- 構成：中本麻里、兵頭潤、政宗史子
- リサーチ：岩間丈倫、丸山乙生
- 演出：倉沢尚宏、木下健、藤掛匡史、関正和、合津貴雄、和田圭介、渡邊りょう、尾嶌幸佑、遠藤史朗、福井茂人、瀬川泰和、木塚圭司
- プロデューサー：山崎圭介→村上徹夫、古川直正、田中大文、丸目博則、園部雄一郎、佐藤理恵子、土井研吾、井手口直樹、桜庭雄耕、前田幸壱、工藤真一、板橋敦子、中村純子、河口歳彦、渡邊りょう
- 統括プロデューサー：田中智子
- 制作協力：br@in、オフィス・トゥー・ワン、PROTX、SLOW HAND、東京ビデオセンター、スタジオブルー、日経映像、スーパーテレビジョン、ドキュメンタリージャパン
- 製作著作：テレビ東京

## エンディングテーマ
- Superfly 「Always」（2013年10月5日 - 2014年3月29日）
- 新山詩織 「Looking to the sky」（2014年4月5日 - 9月27日）
- Superfly 「クローゼット」（2014年10月4日 - ）

## ネット局
| 対象対象地域   | 放送局         | 系列           | 放送日時                      | 放送期間                                                    | 備考                                 |
| -------------- | -------------- | -------------- | ----------------------------- | ----------------------------------------------------------- | ------------------------------------ |
| 関東広域圏     | テレビ東京     | テレビ東京系列 | 土曜 22:30 - 23:00            | 2013年10月5日 - 2017年3月25日                               | 製作局                               |
| 北海道         | テレビ北海道   | テレビ東京系列 | 土曜 22:30 - 23:00            | 2013年10月5日 - 2017年3月25日                               | 同時ネット                           |
| 愛知県         | テレビ愛知     | テレビ東京系列 | 土曜 22:30 - 23:00            | 2013年10月5日 - 2017年3月25日                               | 同時ネット                           |
| 大阪府         | テレビ大阪     | テレビ東京系列 | 土曜 22:30 - 23:00            | 2013年10月5日 - 2017年3月25日                               | 同時ネット                           |
| 岡山県・香川県 | テレビせとうち | テレビ東京系列 | 土曜 22:30 - 23:00            | 2013年10月5日 - 2017年3月25日                               | 同時ネット                           |
| 福岡県         | TVQ九州放送    | テレビ東京系列 | 土曜 22:30 - 23:00            | 2013年10月5日 - 2017年3月25日                               | 同時ネット                           |
| 奈良県         | 奈良テレビ     | 独立局         | 火曜 17:30 - 18:00            | 2013年10月22日 - 2014年3月25日                              | 遅れネット                           |
| 和歌山県       | テレビ和歌山   | 独立局         | 土曜 23:00 - 23:30 土曜不定時 | 2015年5月2日 - 2016年3月19日 2016年4月30日 - 2016年10月22日 | 遅れネット 不定期放送 第57回から放送 |